# Departamentul de Transporturi din Texas
Departamentul de Transporturi din Texas (Texas Department of Transportation, TxDOT /ˈtɛks.dɒt/) este o agenție guvernamentală de stat din Texas responsabilă cu construcția și întreținerea imensului sistem de autostrăzi de stat⁠(d) și cu sprijinirea sistemelor de transport maritim, aerian, feroviar și public ale statului. TxDOT a administrat anterior înregistrarea vehiculelor⁠(d) înainte de crearea Departamentului Autovehiculelor din Texas⁠(d) în noiembrie 2009.
Agenția are sediul în clădirea Dewitt C. Greer⁠(d) din Austin din 1933.

## Istoric
Legislativul din Texas a creat Texas Highway Department în 1916 pentru a administra construcția și întreținerea autostrăzilor federale. În 1975, responsabilitățile sale au crescut atunci când agenția a fuzionat cu Texas Mass Transportation Commission, rezultând în formarea Departamentului de Stat pentru Autostrăzi și Transport Public.
În 1986, departamentul a început să folosească „Don't Mess with Texas” ca slogan pentru a reduce aruncarea gunoiului pe șoselele din Texas, ca parte a unei campanii publicitare la nivel de stat. Fraza a fost afișată în mod vizibil pe indicatoarele rutiere de pe autostrăzile principale, precum și în reclame la televiziune, radio și în presa scrisă.  Sloganul este încă în uz și rămâne foarte popular.
În 1991, Legislativul a combinat Departamentul de Stat pentru Autostrăzi și Transport Public, Departamentul de Aviație și Comisia Autovehiculelor din Texas pentru a crea Departamentul de Transporturi din Texas (TxDOT).

## Administrație
TxDOT are aproximativ 12.000 de angajați. Marc Williams este directorul său executiv din 2021. Williams a fost director executiv adjunct din 2015. El este asistat de un director adjunct, Brandye Hendrickson. Departamentul este organizat în 25 de districte geografice și 34 de divizii.

## Publicații

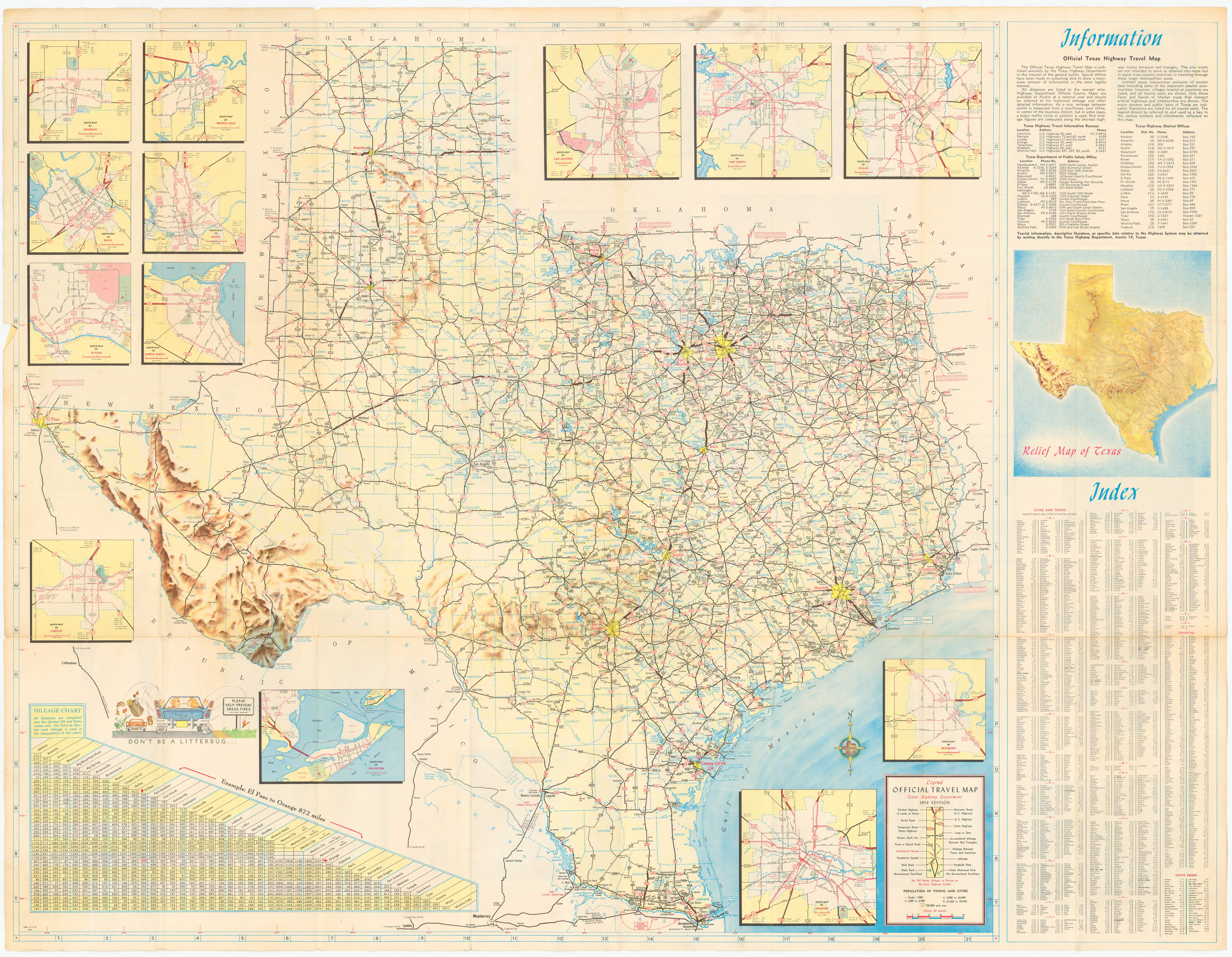
Ediția din 1956 a Hărții oficiale de călătorie din Texas: Departamentul Transporturilor publică o hartă rutieră oficială a statului încă din 1917

În fiecare lună, TxDOT publică Texas Highways, o revistă menită să prezinte diverse aspecte ale statului, adesea prin furnizarea de informații de călătorie interesante despre o anumită porțiune de autostradă (sau autostrăzi) din stat. De asemenea, TxDOT publică anual Texas Travel Guide, care oferă puncte de interes pentru toate regiunile din Texas.
Horizon este o revistă trimestrială care se concentrează asupra problemelor de politică în domeniul transporturilor și, în special, asupra finanțării.

## Galerie

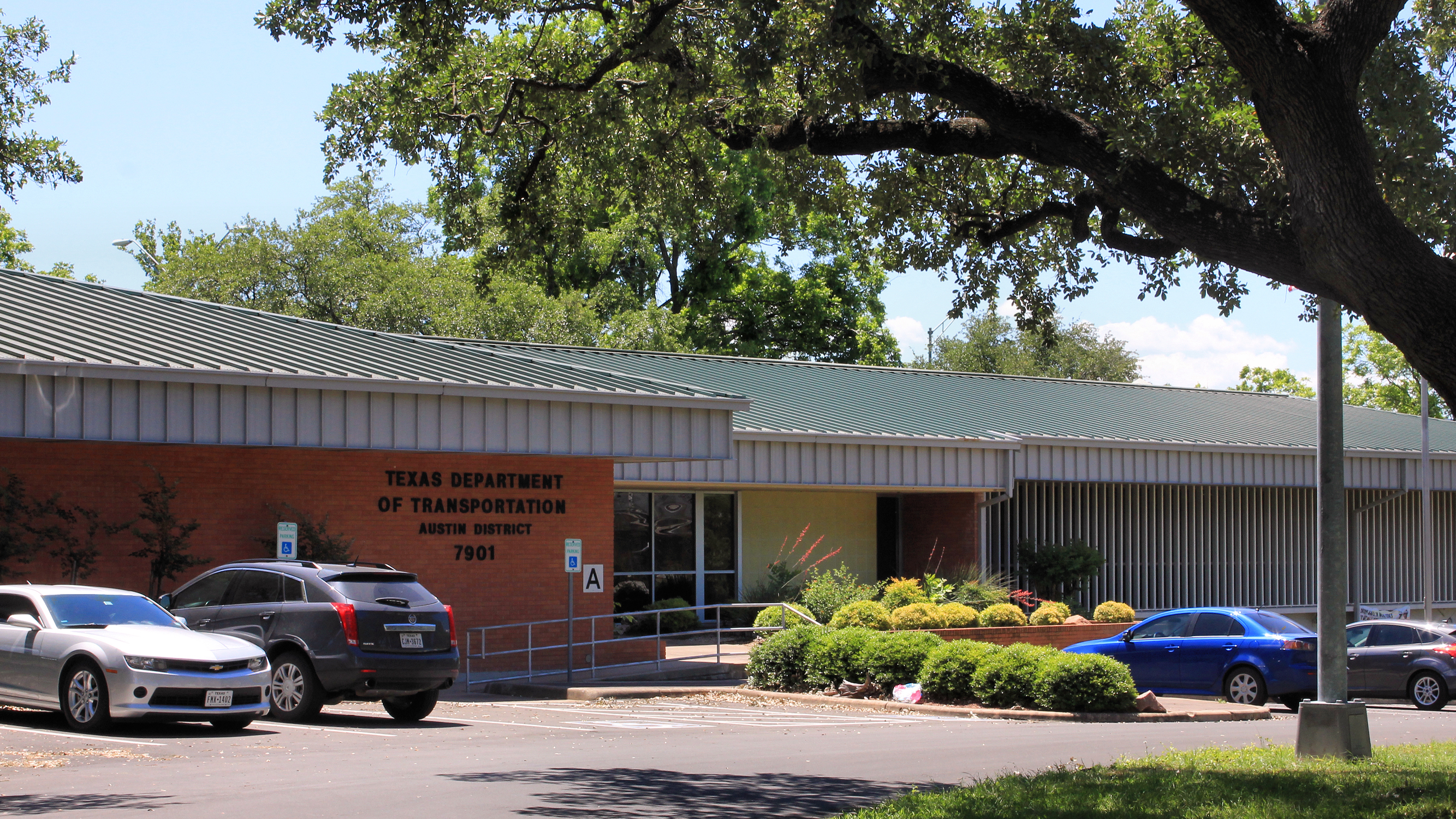
Biroul districtului Austin al TxDOT
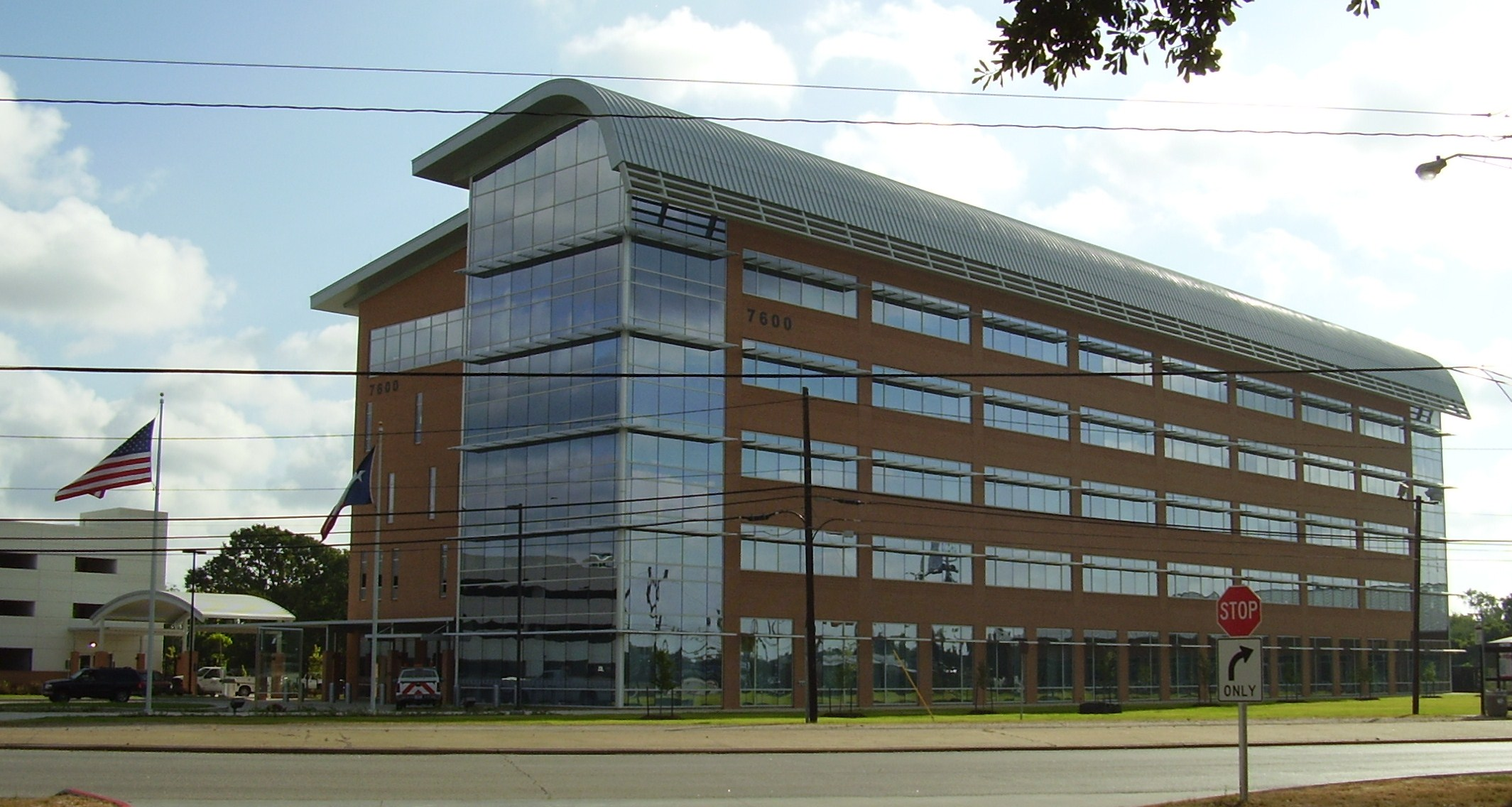
O clădire a sediului districtului Houston al TxDOT
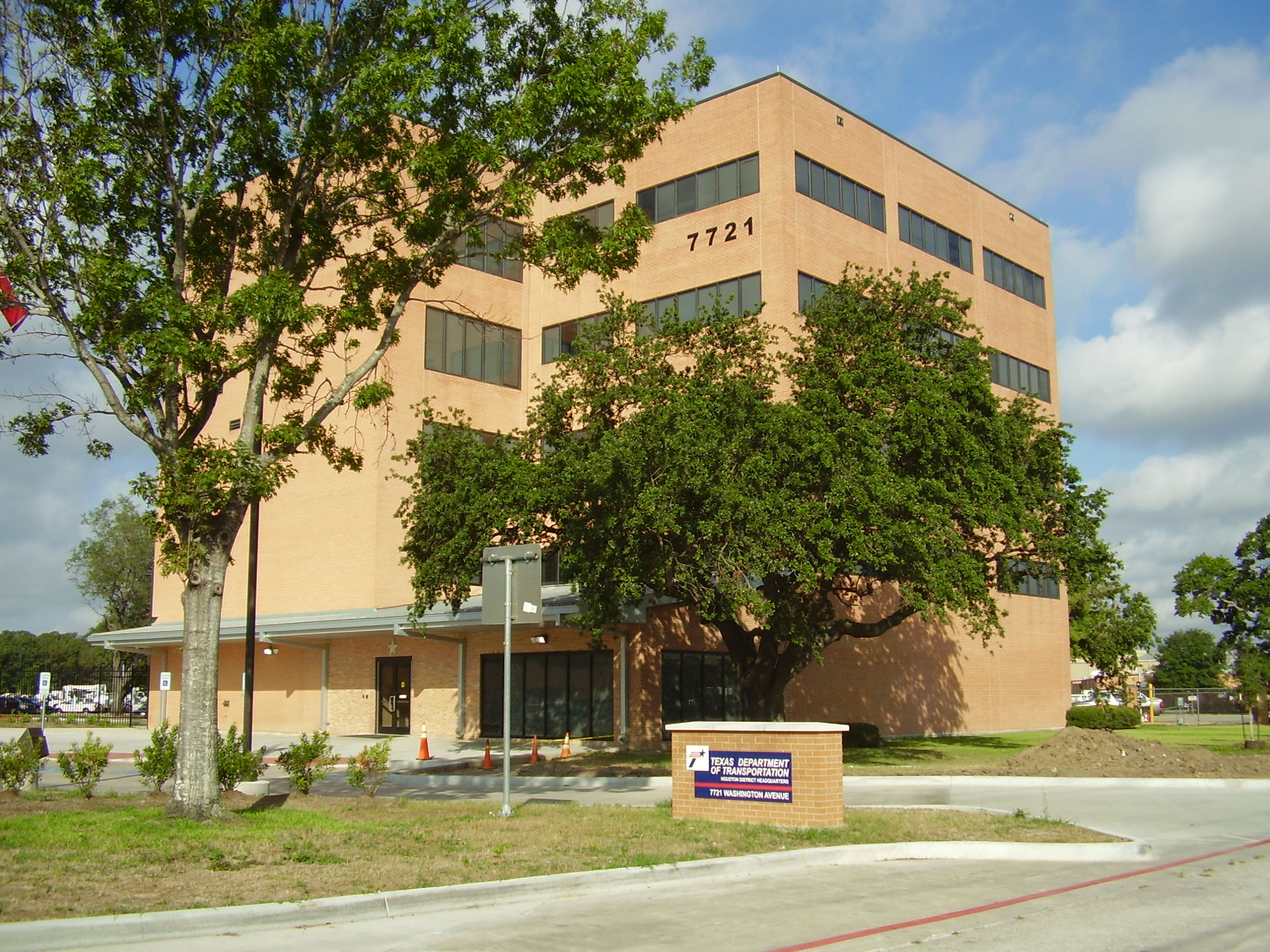
O clădire a sediului districtului Houston al TxDOT
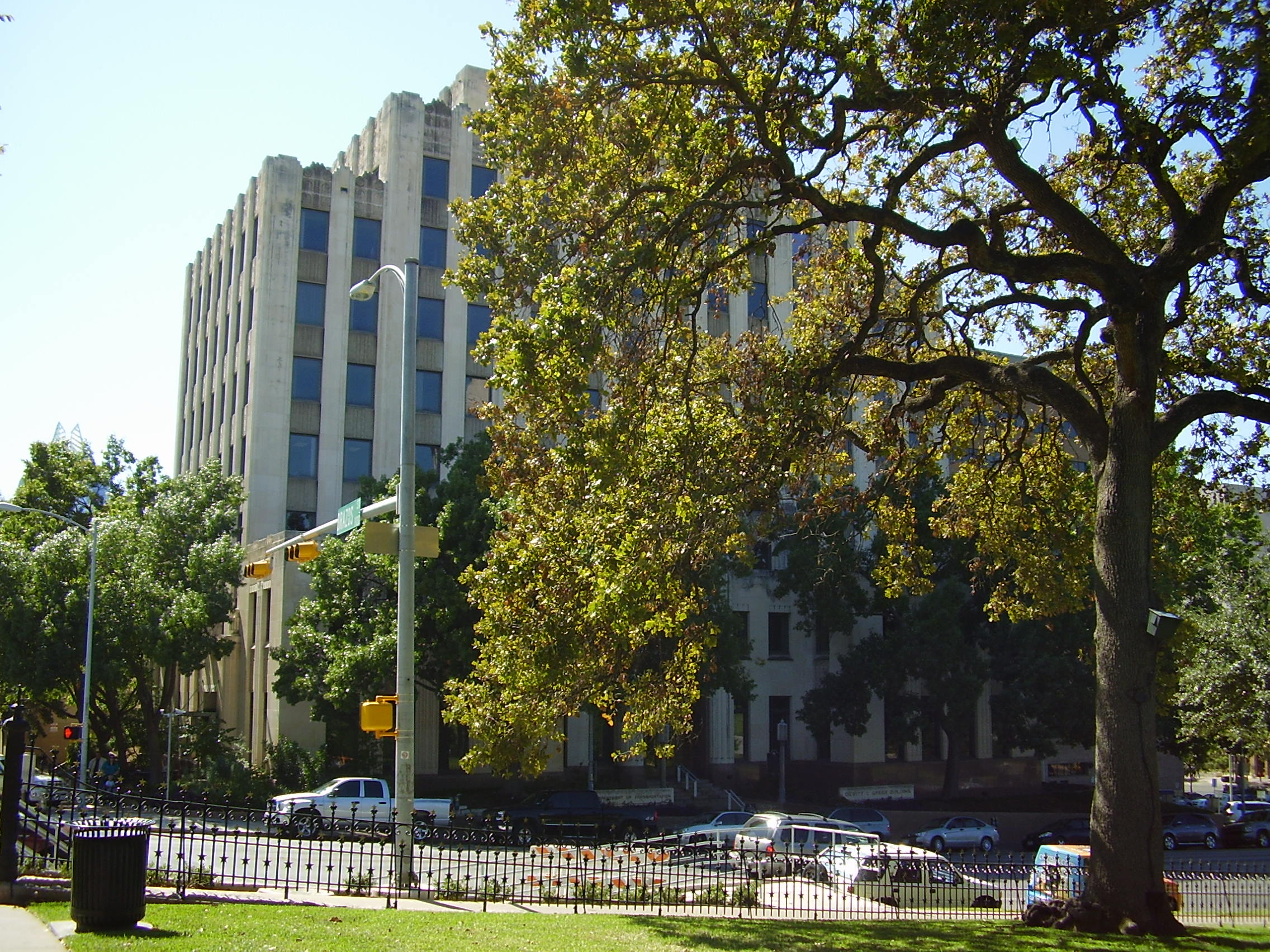
Clădirea Dewitt C. Greer, sediul Departamentului de Transport din Texas din Austin, este un Loc istoric înregistrat la nivel național